# Петерсон, Кассандра
Касса́ндра Пе́терсон (англ. Cassandra Peterson; род. 17 сентября 1951) — американская актриса, наиболее известная по образу Эльвиры — повелительницы тьмы в кино и на телевидении.

## Биография
Кассандра родилась в небольшом городке Манхэттен в Канзасе. Вскоре её семья переехала в Колорадо-Спрингс, где она выросла и в 1969 году окончила среднюю школу. Сразу же после выпуска Кассандра отправилась в Лас-Вегас, где стала шоу-гёрл в казино «The Dunes». Это способствовало тому, что Кассандра попала в Книгу рекордов Гиннесса, как самая молодая участница шоу-гёрлз в истории Лас-Вегаса. Она также сыграла эпизодическую роль в фильме 1971 года о Джеймсе Бонде, «Бриллианты навсегда», в составе всё того же шоу.
В начале 1970-х годов она переехала в Италию, где стала выступать вместе с известной рок-группой «I Latins Ochanats». Там же она познакомилась с Федерико Феллини, который дал ей небольшую роль в своём фильме «Рим» (1972). После возвращения в США она много путешествовала по стране, выступая в ночных клубах и на гей-дискотеках с музыкальным комедийным шоу «Mammas Boys». В 1979 году она вступила в лос-анджелесскую труппу импровизаций «The Groundlings», где впоследствии и родился её образ Эльвиры.

## Фильмография
| Год       |    | Русское название                           | Оригинальное название                      | Роль                             |
| --------- | -- | ------------------------------------------ | ------------------------------------------ | -------------------------------- |
| 1971      | ф  | Бриллианты навсегда                        | Diamonds Are Forever                       | танцовщица                       |
| 1972      | ф  | Рим                                        | Roma                                       | танцовщица                       |
| 1974      | ф  | Девушки за работой                         | The Working Girls                          | Катя                             |
| 1978      | с  | Остров фантазий                            | Fantasy Island                             | Фтататита                        |
| 1980      | ф  | От побережья до побережья                  | Coast to Coast                             | девушка на вечеринке             |
| 1980      | ф  | Следующий фильм Чича и Чонга               | Cheech and Chong’s Next Movie              | заложница                        |
| 1981      | ф  | Царь горы                                  | King of the Mountain                       | соседка                          |
| 1982      | ф  | Джекилл и Хайд… Снова вместе               | Jekyll and Hyde… Together Again            | сиделка                          |
| 1982      | с  | Калифорнийский дорожный патруль            | CHiPs                                      | Эльвира                          |
| 1983      | ф  | Афера 2                                    | The Sting II                               | девушка О’Мэлли                  |
| 1983      | ф  | Гонщик Строкер                             | Stroker Ace                                | девушка                          |
| 1983      | с  | Остров фантазий                            | Fantasy Island                             | Эстер                            |
| 1985      | ф  | Большое приключение Пи-Ви                  | Pee-wee’s Big Adventure                    | байкерша                         |
| 1986      | ф  | Эхо Парк                                   | Echo Park                                  | Шэри                             |
| 1986      | ф  | Аллан Куотермейн и потерянный город золота | Allan Quatermain and the Lost City of Gold | Сораис                           |
| 1988      | ф  | Эльвира — повелительница тьмы              | Elvira: Mistress of the Dark               | Эльвира / тётушка Моргана Тэлбот |
| 1991      | ф  | Тед и Венера                               | Ted & Venus                                | Лиза                             |
| 1992      | ф  | Перстень мушкетёров                        | Ring of the Musketeers                     | Дженнифер                        |
| 1992      | с  | Паркер Льюис не теряется                   | Parker Lewis Can’t Lose                    | Эльвира                          |
| 1993      | ф  | Розы мертвы                                | Acting on Impulse                          | Рокси                            |
| 1996      | ф  | Это моя вечеринка                          | It’s My Party                              | гостья на вечеринке              |
| 1996      | ф  | Дорогой Боженька                           | Dear God                                   | играет себя                      |
| 1997      | с  | Детектив Нэш Бриджес                       | Nash Bridges                               | Эльвира                          |
| 2001      | ф  | Эльвира — повелительница тьмы 2            | Elvira’s Haunted Hills                     | Эльвира / леди Элура             |
| 2006      | ф  | Красная Шапочка                            | Red Riding Hood                            | мама охотника                    |
| 2009      | мф | Захватывающий мир Эль Супербеасто          | The Haunted World of El Superbeasto        | Эмбер                            |
| 2009      | с  | Медиум                                     | Medium                                     | Эльвира                          |
| 2010      | ф  | Всё о зле                                  | All About Evil                             | Линда                            |
| 2011      | с  | Последний настоящий мужчина                | Last Man Standing                          | Эльвира                          |
| 2016      | мф | Lego Скуби-Ду!: Призрачный Голливуд        | Lego Scooby-Doo! Haunted Hollywood         | Дрелла Дьяволик                  |
| 2019      | мф | Скуби-Ду! Возвращение на остров зомби      | Scooby-Doo! Return to Zombie Island        | Эльвира                          |
| 2020      | мф | Счастливого Хэллоуина, Скуби-Ду!           | Happy Halloween, Scooby-Doo!               | Эльвира                          |
| 2021      | с  | Голдберги                                  | The Goldbergs                              | Эльвира                          |
| 2021—2022 | мс | DOTA: Кровь дракона                        | Dota: Dragon’s Blood                       | Лиррак                           |

### Видеоклипы
- 1980 — Al Stewart — «Mondo Sinistro»
- 1985 — Cheech Marin — «Born in East L.A.»
- 1986 — Phantom, Rocker & Slick — «My Mistake»
- 2008 — Leslie and the LY’s — «Zombie Killer»
- 2009 — Ghoultown — «Mistress of the Dark»
- 2014 — Ryan Adams — «Gimme Something Good»